# William Smith (abolicionista británico)
William Smith (Clapham, 22 de septiembre de 1756 - Londres, 31 de mayo de 1835) fue un político inglés, parlamentario durante varias legislaturas. Como disidente inglés su actividad pública permitió que esta minoría religiosa obtuviese derechos políticos. Fue amigo y colaborador del político abolicionista William Wilberforce y miembro de la secta de Clapham de reformistas sociales. Participó de forma decisiva en muchas de las campañas de su época a favor de la abolición de la esclavitud, la justicia social y la reforma del sistema carcelario. Tuvo una larga carrera como reformista político y social y apoyó varios emprendimientos filantrópicos. Fue el abuelo paterno de la pionera de la enfermería Florence Nightingale.

## Primeros años
Nació en 1756 en Clapham (por entonces una villa al sur de Londres). Sus padres asistían a una capilla independiente y fue educado en la academia disidente de Daventry hasta 1772, donde recibió la influencia de los unitarios. Colaboró en la tienda de comestibles propiedad de su familia de la que se convirtió en socio en 1777.
El 12 de septiembre de 1781 se casó con Frances Coape (1758-1840), hija de los disidentes John y Hannah Coape. Continuó viviendo cerca del negocio familiar y luego se mudó a Eagle House en Clapham Common, al sur de Londres. Su hija, Frances Smith, se casó con William Nightingale y fue la madre de Florence Nightingale. De acuerdo a registros en la Biblioteca de la Universidad de Cambridge, tuvieron cuatro hijos más: Joanna Maria (1791-1884), Julia, Anne y Patty. Y de acuerdo al Dictionary of National Biography, 1885-1900, también tuvieron cinco hijos. Uno de ellos fue el político whig Benjamin Smith, padre del explorador Benjamin Leigh Smith y de Barbara Bodichon, fundadora del Girton College.

## Actividad parlamentaria
En 1782 se unió a la Society for Constitutional Information. Apoyó al partido whig mientras estuvo en la oposición. En 1784 fue elegido parlamentario por el distrito electoral de Sudbury en Suffolk. En 1790 perdió su asiento por Sudbury y en enero de 1791 fue elegido parlamentario por el distrito de Camelford, Cornualles. En 1796 volvió a ser elegido por Sudbury y en las elecciones generales de 1802 aceptó la invitación de los radicales para postularse por el distrito electoral de Norwich. Fue derrotado en la elecciones generales de 1806, a pesar de que el partido Whig ganó y formó gobierno bajo Lord Grenville. Smith regresó al parlamento en 1807, 1812, 1818, 1820 y 1826, retirándose de la actividad parlamentaria tras la disolución del 24 de julio de 1830. Se convirtió en un popular vocero radical por Norwich, conocido por ser lugar de reunión de disidentes y radicales de varias tendencias.

## Unitarismo
Mantuvo fuertes convicciones cristianas disidentes. Dado que la doctrina unitaria niega la Trinidad, un dogma central de la doctrina de la Iglesia de Inglaterra, como unitario se abstuvo de acceder a los Grandes Cargos de Estado del sistema parlamentario británico (Great Offices of State).
Tuvo un rol fundamental en los grandes debates parlamentarios de su época sobre libertad de religión, incluyendo las demandas disidentes por el rechazo de las Test Acts y la Corporation Act de 1661 (por primera vez desde los años 1730). A pesar de que estos reclamos no tuvieron éxito en 1787, fueron reiterados en 1789. Cuando Charles James Fox presentó una propuesta de ley para el reconocimiento del antitrinitarismo en mayo de 1792, Smith apoyó a la Sociedad Unitaria y declaró públicamente su compromiso con esta causa. En ese mismo año fue uno de los miembros fundadores de la «Society for the Abolition of the Slave Trade» (Sociedad para la abolición del comercio de esclavos) y de la «Friends of the People Society» (Sociedad de amigos del Pueblo). En 1813 desafió a la iglesia establecida y fue responsable por el éxito del Acta Trinitaria de 1813, conocida como la «Propuesta de Ley de William Smith» (Mr William Smith's Bill) que por primera vez legalizaba la práctica del unitarismo. Fue miembro de la capilla disidente de Essex Street.

## Abolicionismo
En junio de 1787 fue uno de los primeros en apoyar la abolición de la esclavitud y se convirtió en vocero de la causa. En abril de 1780 asistió a William Wilberforce en el debate por el comercio de esclavos. Mientras estuvo fuera del parlamento dio su apoyo al abolicionismo escribiendo en 1807 un panfleto titulado A Letter to William Wilberforce, donde resumió los argumentos en favor de la abolición. Cuando el comercio fue prohibido, dirigió su atención a la liberación de quienes ya eran esclavos. En 1823, junto con Zachary Macaulay, ayudó a fundar la «London Society for the Abolition of Slavery in our Colonies»  (Sociedad Londinense para la Abolición de la Esclavitud en nuestras Colonias), dando un nuevo paso en la lucha por la erradicación de la esclavitud.

## Revolución francesa
Al menos al principio y al igual que muchos políticos disidentes, simpatizó con el movimiento revolucionario francés. Visitó París en 1790 y asistió a las celebraciones por el 14 de julio, registrando por escrito sus reacciones a los eventos de los que fue testigo. En abril de 1791 defendió públicamente los objetivos y principios de la recién formada Unitarian Society, incluyendo su apoyo a la libertad ganada por el pueblo francés (en el marco de la controversia por la Revolución francesa). Por declaraciones de este tipo, se ganó una reputación de político radical, incluso de jacobino. 
Debido a sus múltiples contactos de negocios y de amistad en París, más de una vez fue convocado por el gobierno para actuar como vínculo con el gobierno francés. En 1792 organizó varios encuentros entre William Pitt (el Joven) y Hugues-Bernard Maret (duque de Bassano), ministro de exteriores de Napoleón Bonaparte, en un intento de evitar la guerra.

## Últimos años
En 1806 fue elegido miembro de la Royal Society como «un caballero muy versado en varias ramas del conocimiento natural» («a Gentleman well versed in various branches of Natural Knowledge»).
Alcanzó a ver el triunfo en el parlamento de dos de las mayores luchas de su vida política: el rechazo de las Test Acts de 1828 y el Acta de abolición de la esclavitud de 1833. Falleció en Londres el 18 de mayo de 1835.